# Laoang, Bắc Samar
Laoang là một đô thị hạng 2 ở tỉnh Bắc Samar, Philippines. Theo điều tra dân số năm 2007, đô thị này có dân số 56.196 người.

## Barangay
Laoang được chia thành 56 barangay.
| - Abaton - Aguadahan - Aroganga - Atipolo - Bawang - Baybay (Pob.) - Binatiklan - Bobolosan - Bongliw - Burabud - Cabadiangan - Cabagngan - Cabago-an - Cabulaloan - Cagaasan - Cagdara-o - Cahayagan - Calomotan - Candawid | - Cangcahipos - Canyomanao - Catigbian - E. J. Dulay - G. B. Tan - Gibatangan - Guilaoangi (Pob.) - Inamlan (Gapas-gapas) - La Perla - Langob - Lawaan - Little Venice (Pob.) - Magsaysay - Marubay - Mualbual - Napotiocan (Salvacion) - Oleras - Onay (Doña Luisa) | - Palmera - Pangdan - Rawis - Rombang - San Antonio (Son-og) - San Miguel Heights (Pob.) - Sangcol - Sibunot - Simora - Sto. Niño (Calintaan) Pob. - Suba - Tan-awan - Tarusan - Tinoblan - Tumaguingting (Pob.) - Vigo - Yabyaban (San Vicente) - Yapas - Talisay Bản mẫu:Northern Samar |